# Франческо Ламберті
Франческо Ламберті (італ. Francesco Lamberti; 20 листопада 1921, Медічина — 2 березня 2012, Брешія) — італійський футболіст, що грав на позиції півзахисника. По завершенні ігрової кар'єри — тренер.

## Ігрова кар'єра
У дорослому футболі дебютував 1940 року виступами за команду «Казаліні», в якій провів один сезон у Серії С.
Своєю грою за цю команду привернув увагу представників тренерського штабу клубу «Венеція», до складу якого приєднався 1941 року. Проте основним гравцем не став, зігравши лише 4 матчі в Серії А
Під час війни грав з 1943 по 1945 рік у складі команд «Брешія» та «Віджевано», після чого повернувся до «Венеції», у якій зіграв ще 24 матчі в Серії А сезону 1945-46.
1946 року уклав контракт з «Фіорентиною», у складі якого провів наступний рік своєї кар'єри гравця, зігравши 19 матчів у вищому італійському дивізіоні.
Завершив професійну ігрову кар'єру у клубі «Прато», за команду якого виступав протягом 1947—1950 років, зігравши два сезони в Серії В і один (1948-49) в Серії С.
За свою кар'єру він провів в цілому 47 матчів і забив 4 голи в Серії А і 61 матчів і 4 голи в Серії В.

## Кар'єра тренера
Розпочав тренерську кар'єру невдовзі по завершенні кар'єри гравця, 1952 року, очоливши тренерський штаб клубу «Енна» з Серії D.
В подальшому працював з низкою італійських нижчолігових клубів, головним чином на півдні півострова, проте ніде довго не затримувався.
Останнім місцем тренерської роботи був клуб «Больцано», головним тренером команди якого Франческо Ламберті був з 1975 по 1978 рік.
З 1978 року став працювати на адміністративній роботі.
Помер 2 березня 2012 року на 91-му році життя у місті Брешія.

## Титули і досягнення

### Як гравця
- Переможець Серії С: 1948-49

### Як тренера
- Переможець Міжрегіонального чемпіонату: 1957-58
- Переможець Серії D: 1972-73